# سيدي العابد
سيدي العابد هي قرية مغربية شمال المملكة. تنتمي سيدي العابد لإقليم تاونات الجبلي. تضم هذه القرية 13.567 نسمة (إحصاء 2004).